# John Tims
John Tims (Den Haag, 26 mei 1947) is een Nederlands voormalig korfballer en korfbalcoach. In zijn spelersperiode speelde hij regelmatig samen met zijn broer, Steven. In zijn spelersperiode maakte hij de gouden periode van Ons Eibernest mee door 12 Nederlandse en 5 Europese titels te winnen. Hiermee is Tims 1 van de meest succesvolste korfballers ooit. Zijn dochter, Mady Tims is ook een succesvol topkorfbalster, die titels won met PKC.

## Spelerscarrière

### Ons Eibernest
Tims begon met korfbal bij Ons Eibernest, een van de grote korfbalclubs uit Den Haag.
In seizoen 1966-1967 debuteert Tims, op 19-jarige leeftijd in het eerste team van de club. De "Eibers" zoals de spelers werden genoemd hadden met Hans Pouw en Theo van Zee een aantal sterspelers in de gelederen. In Tims eerste seizoen in de hoofdmacht was Ons Eibernest in de veldcompetitie oppermachtig. De ploeg behaalde 36 punten uit 22 wedstrijden en was zodoende Nederlands veldkampioen. Ook werd de ploeg in dit seizoen in de zaal 1e in de Hoofdklasse B, waardoor het in de zaalfinale terecht kwam. Deze zaalfinale van 1967 ging de geschiedenisboeken in als 1 van de meest spannende. In deze wedstrijd, met AKC Blauw-Wit als tegenstander stond het na de reguliere speeltijd gelijk. Ook in de verlenging kwamen de 2 ploegen er niet uit en stond het gelijk (6-6). De wedstrijd moest worden beslist op strafworpen. Blauw-Wit miste alle strafworpen en Ons Eibernest deed bijna hetzelfde. Bij de allerlaatste poging was het Roel Evenblij die raak schoot, waardoor Ons Eibernest ook de zaalkampioen werd.
Iets later, in juni 1967 werd voor de eerste keer in de korfbalgeschiedenis een internationaal teamtoernooi gespeeld, namelijk de Europacup. De opzet van dit toernooi was om teams uit verschillende landen tegen elkaar te laten spelen met als inzet een Europese titel. De eerste editie, de Europacup van 1967 werd in Londen gespeeld, waarbij 6 teams aan deelnamen. Ons Eibernest won de twee poulewedstrijden en kwam in de finale uit tegen ROHDA. In de finale won Ons Eibernest met 4-2, waardoor de club de allereerste editie van het toernooi op zijn naam schreef.
In seizoen 1967-1968 zat Ons Eibernest dicht tegen titels aan. Zo plaatste de ploeg zich voor de zaalfinale, waarin het moest aantreden tegen AKC Blauw-Wit. Ons Eibernest verloor de finale met 7-5. In de veldcompetitie bleef de ploeg op de 2e plek steken. Desondanks mocht de ploeg wel deelnemen aan de Europacup van 1968. Net als de vorige editie doorliep Ons Eibernest de poulefase, ondanks een gelijkspel tegen het Belgische ATBS. Ook nu was de finale een Nederlands onderonsje, want Ons Eibernest trof Blauw-Wit. In de finale kwam Ons Eibernest niet tot scoren en Blauw-Wit won met 3-0.
In het seizoen erna, 1968-1969 verloor Ons Eibernest in de zaalcompetitie geen enkele wedstrijd en plaatste zich zo voor de zaalfinale. Tegenstander in de finale was Westerkwartier, waarbij Ons Eibernest won met 6-4. In de veldcompetitie werd de ploeg teleurstellend derde van Nederland. Hierdoor kon de ploeg niet deelnemen aan het Europacuptoernooi.
Seizoen 1969-1970 werd 1 van de meest succesvolle jaren van Tims en de club. Ons Eibernest was in de zaal en op het veld oppermachtig en bewees dat eerst door zich te plaatsen voor de zaalfinale. Net als het jaar ervoor was Westerkwartier de tegenstander en ook nu won Ons Eibernest, want de wedstrijd eindigde in 12-10 in Haags voordeel. Iets later , in de veldcompetitie, was de strijd al snel gestreden. Ons Eibernest werd 1e met 35 punten, terwijl de nummer 2 (Blauw-Wit) niet verder kwam dan 27 punten. Niet veel later na het winnen van de veldtitel werd in juni 1970 de Europacup van 1970 gehouden. Ook hier trof Ons Eibernest in de finale Blauw-Wit en ook nu won de ploeg uit Den Haag. Zodoende won Ons Eibernest in 1 seizoen beide Nederlandse titels en de Europese titel. 
In het volgende seizoen, 1970-1971 werd Ons Eibernest in de zaalcompetitie 2e in de Hoofdklasse B en miste hierdoor een plek in de finale. In de veldcompetitie ging de titel wel weer naar de Eibers. Hierdoor mocht Ons Eibernest wederom deelnemen aan de Europacup. In deze editie van het toernooi haalde Ons Eibernest de finale en won het daarin van LUTO met 6-3, alweer de derde Europacup-titel.
In Seizoen 1971-1972 wilde Ons Eibernest, net als in 1970, de triple winnen en waren hiervoor goed op weg. In de Nederlandse competitie stond de ploeg weer in de zaalfinale, waarin nipt werd afgerekend met Archipel met 10-9. Iets later, in de veldcompetitie bleef Ons Eibernest ook de concurrentie voor, waardoor het ook de veldtitel won. Echter kon de ploeg het succes niet doortrekken in de Europacup van 1972. Hierin verslikte de ploeg zich in de finale van het Amsterdamse ROHDA en verloor met 4-2, waardoor het genoegen moest nemen met de Europese zilveren plak.
Archipel en Ons Eibernest zouden in seizoen 1972-1973 elkaar vaker treffen. Eerst plaatsten deze 2 ploegen zich voor de zaalfinale. In een spannende wedstrijd won Archipel met 13-12. In de veldcompetitie kwamen de ploegen elkaar ook weer tegen, want na de reguliere 18 competitiewedstrijden stonden Archipel en Ons Eibernest op een gedeelde 1e plaats met elk 28 punten. Er moest een beslissingswedstrijd worden gespeeld om te bepalen wie er veldkampioen zou worden. Dit duel werd gespeeld op 26 mei 1973 en werd gewonnen door Ons Eibernest met 11-8, waardoor Ons Eibernest alsnog een titel pakte.
In oktober 1973 nam Ons Eibernest deel aan de Europacup van '73 en ook hier pakte de Eibers de titel. Dit deden ze door in de finale te winnen van het Belgische Riviera met 13-9.
In Seizoen 1973-1974 miste Ons Eibernest op 1 punt na een plek in de zaalfinale. Op het veld werd de ploeg echter wel Nederlands kampioen.
Vanwege deze veldtitel kon Ons Eibernest meedoen aan de Europacup van '74. Ook deze titel werd door de Eibers gewonnen. 
Seizoen 1974-1975 zou het laatste jaar worden van Tims bij Ons Eibernest. Hij miste de eerste weken van de competitie vanwege een knieblessure, maar keerde op tijd terug. De ploeg plaatste zich wederom voor de zaalfinale, waarin de ploeg Allen Weerbaar trof als tegenstander. In een spannende wedstrijd won Ons Eibernest met 10-8. In de veldcompetitie waren 29 punten voor Ons Eibernest voldoende om de veldtitel te pakken. Hierdoor nam Tims afscheid bij de club met zowel de zaal als de veldtitel.

### Het Zuiden
In 1975 sloot Tims zich aan bij Het Zuiden, een ploeg die in de veldcompetitie net uit de Hoofdklasse was gedegradeerd.
Terwijl zijn oude club de Europacup van 1975 speelde, probeerde Tims zijn nieuwe club terug te laten promoveren naar de Hoofdklasse veld. In de zaalcompetitie speelde Het Zuiden wel nog in de Hoofdklasse, maar had het lastig. De ploeg wist zich met een 6e plaats te handhaven. Het lukte de ploeg echter niet om in de veldcompetitie terug te keren naar de Hoofdklasse.

## Erelijst
- Nederlands kampioen veldkorfbal, 7x (1967, 1970, 1971, 1972, 1973, 1974, 1975)
- Nederlands kampioen zaalkorfbal, 5x (1967, 1969, 1970, 1972, 1975)
- Europacup kampioen veldkorfbal, 5x (1967, 1970, 1971, 1973, 1974)

## Oranje
Tims speelde 7 officiële interlands met het Nederlands korfbalteam. Van deze 7 caps speelde hij er 6 op het veld en 1 in de zaal.

## Coachingscarrière
Na zijn carrière als speler werd Tims coach.
Zijn eerste klus was bij CKV Koag, een ploeg uit Krimpel aan den IJssel. Deze ploeg acteerde niet op het hoogste niveau.
Hier was Tims coach in 1978-1979. Hierna nam Rinus Pruim het van hem over.

### Ons Eibernest
In 1981 werd Tims de nieuwe hoofdcoach bij zijn oude ploeg, Ons Eibernest.
De ploeg was ondertussen in de veldcompetitie al uit de Hoofdklasse gedegradeerd en speelde zodoende in seizoen 1981-1982 enkel in de zaal nog in de Hoofdklasse. In dit zaalseizoen won de ploeg slechts één wedstrijd en hierdoor was degradatie ook een feit. In de veldcompetitie werd de ploeg wel kampioen in de Overgangsklasse en maakte zo weer promotie naar de Hoofdklasse.
Zo speelde de ploeg in 1982-1983 enkel op het veld in de Hoofdklasse. Hier won de ploeg 0 van de 18 wedstrijden, waardoor er weer terug gedegradeerd werd. Wel lukte het de ploeg om in de zaal kampioen te worden in de Overgangsklasse en weer terug te promoveren.
Na twee seizoenen ups en downs bij Ons Eibernest stopte Tims als coach bij de club.

### Die Haghe
In 1983 werd Tims de nieuwe hoofdcoach bij een andere Haagse ploeg, namelijk KV Die Haghe. 
De ploeg was ambitieus en wilde onder leiding van Tims ook naar de Hoofdklasse komen.
Al in zijn eerste seizoen bij de club lukte het Die Haghe om in de zaal promotie te maken naar de Hoofdklasse.
Zodoende speelde Die Haghe in seizoen 1984-1985 in de zaalcompetitie in de Hoofdklasse. De ploeg deed het als promovendus niet onaardig. De ploeg verzamelde 14 punten en werd zo 5e van de Hoofdklasse A en wist zich zo staande te houden tegen grote gearriveerde ploegen zoals Deetos en Allen Weerbaar.
In Tims derde seizoen voor de club, 1985-1986 kwam de ploeg in de zaal net 1 punt tekort om zich te handhaven in de Hoofdklasse. Hierdoor was degradatie een feit. Wel werd Die Haghe iets later, in de veldcompetitie, kampioen in de Overgangsklasse, waardoor het promotie maakte naar de Hoofdklasse voor het volgend seizoen.
In seizoen 1986-1987 speelde Die Haghe in de veldcompetitie in de Hoofdklasse en werd 6e in een poule van 10. Hierdoor was het een keurige middenmoter geworden in dit seizoen.
Na vier seizoenen stopte Tims hier als hoofdcoach in 1987. Wim de Vries nam zijn job als coach over.

### Return bij Die Haghe
In 1992 vroeg Die Haghe aan Tims of hij weer de coach van de hoofdmacht wilde worden. De club had het lastig en was in 92 in de veldcompetitie uit de Hoofdklasse gedegradeerd. De club wilde terug op niveau komen en wilde dat met Tims aan het roer.
Niet in zijn eerste seizoen, maar in 1993-1994 werd de ploeg in de zaal kampioen en promoveerde het naar de Hoofdklasse.
Zodoende speelde Die Haghe in seizoen 1994-1995 in de zaal weer in de Hoofdklasse. Echter zag de ploeg voor aanvang van het seizoen topschutter Albert Schuiten vertrekken naar het Delftse Fortuna. Die Haghe hield stand en handhaafde zich in de zaal. Het lukte de ploeg echter nog niet om in de veldcompetitie terug te promoveren.
In seizoen 1995-1996 had Die Haghe het lastig in de zaalcompetitie. Uiteindelijk stond de ploeg na de reguliere competitie samen met Allen Weerbaar op een gedeelde degradatieplek. Om te beslissen wie er daadwerkelijk zou degraderen moest er een beslissingswedstrijd worden gespeeld. Die Haghe won met 23-19 en wist zich zo te handhaven. Na dit seizoen werd Tims vervangen door Freek Keizer als hoofdcoach van de club.